# Tatra T1
Tatra T1 (původně T I) je typ nejstarší československé tramvaje koncepce PCC. Byl vyráběn v 50. letech minulého století podniky Tatra Smíchov a ČKD Stalingrad. Ve výrobě byl nahrazen modernějším typem Tatra T2, v pravidelném provozu byl do 80. let 20. století.

## Konstrukce

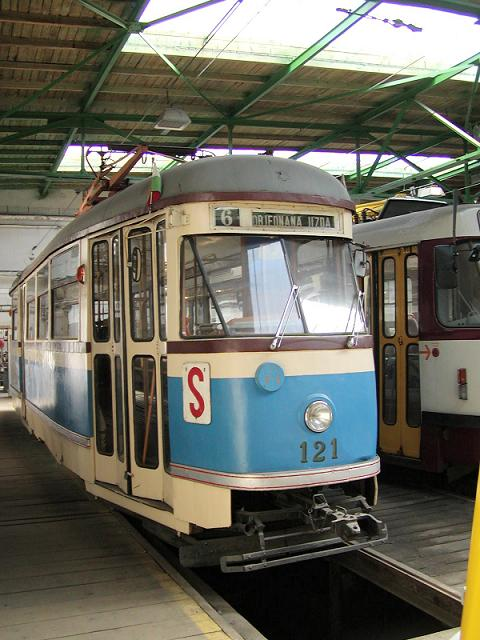
Plzeňský vůz T1

Při vývoji nové tramvaje T I (později označované T1) byla využita dokumentace systému PCC a licence na výrobu podvozků od americké společnosti TRC. Konstrukce rychlých jednosměrných čtyřnápravových velkoprostorových tramvajových vozů systému PCC byla v USA při stavbě tramvají používána již ve 30. letech 20. století.
T1 je motorový tramvajový vůz odvozený z americké koncepce PCC, tedy jednosměrný jednočlánkový čtyřnápravový vůz se dvěma dvounápravovými podvozky a podlahou v jedné úrovni. Na pravé straně vozové skříně má troje skládací elektricky poháněné dveře. Uspořádání vozu předpokládalo usměrněný pohyb cestujících, tedy nástup předními dveřmi, odbavení u pevného stanoviště průvodčího a výstup středními nebo zadními dveřmi (k tomu vybízely nápisy „Postupte dále do vozu“). Místa k sezení tvořily podélné koženkové lavice pod okny, jen ostravské vozy měly koženkové sedačky v příčném uspořádání. Okna byla polospouštěcí bez madel a i u nich se předpokládala přítomnost průvodčího, ovládání bylo přes převod pomocí odnímatelné kličky s vnitřním šestihranem. Od 70. let ovšem T1 jezdily stejně jako jiné tramvaje v samoobslužném režimu bez průvodčího.
Tramvaj byla standardně vybavena tyčovým sběračem proudu, který byl v 60. letech nahrazen pantografem, a elektrickou výzbrojí typu TR32 s odporovou regulací pomocí zrychlovače. Napájecí napětí pro výzbroj činilo 600 V stejnosměrných; standardní provoz je s normální polaritou (+ v troleji, - v koleji), podle požadavků dopravních podniků lze vozy upravit i na obrácenou polaritu (Ostrava, Košice).
Sériově vyráběné vozy byly vybaveny na obou čelech zásuvkami mnohočlenného řízení (počítalo se s dvoučlenným řízením) starého typu. Pravá zásuvka měla 19 kontaktů propojujících všechny řídicí a signalizační obvody, druhá zásuvka byla jednopólová k propojení nulového potenciálu obvodů malého napětí (vodič č. 100). Zásuvky byly umístěny mimo osu vozu – v ose byl umístěn na zadním čele automatický stahovák tyčového sběrače převzatý z trolejbusů. V Praze byly poměrně krátkou dobu provozovány na l. č. 15 ve dvojicích; v Ostravě byly takto provozovány (především na l. č. 17) až do konce jejich provozu.
Na čele měla té-jednička jen jeden světlomet (dvěma světlomety byly z výroby vybavovány až T3) a byla poněkud užší než pozdější typy. Tím byla pravděpodobně motivována přezdívka žehlička, nebo ponorka.
Protože dojezdily ještě v 80. letech, celou dobu provozu byl na čele povinně umístěný tzv. symbol vlády pracujících.

## Prototypy

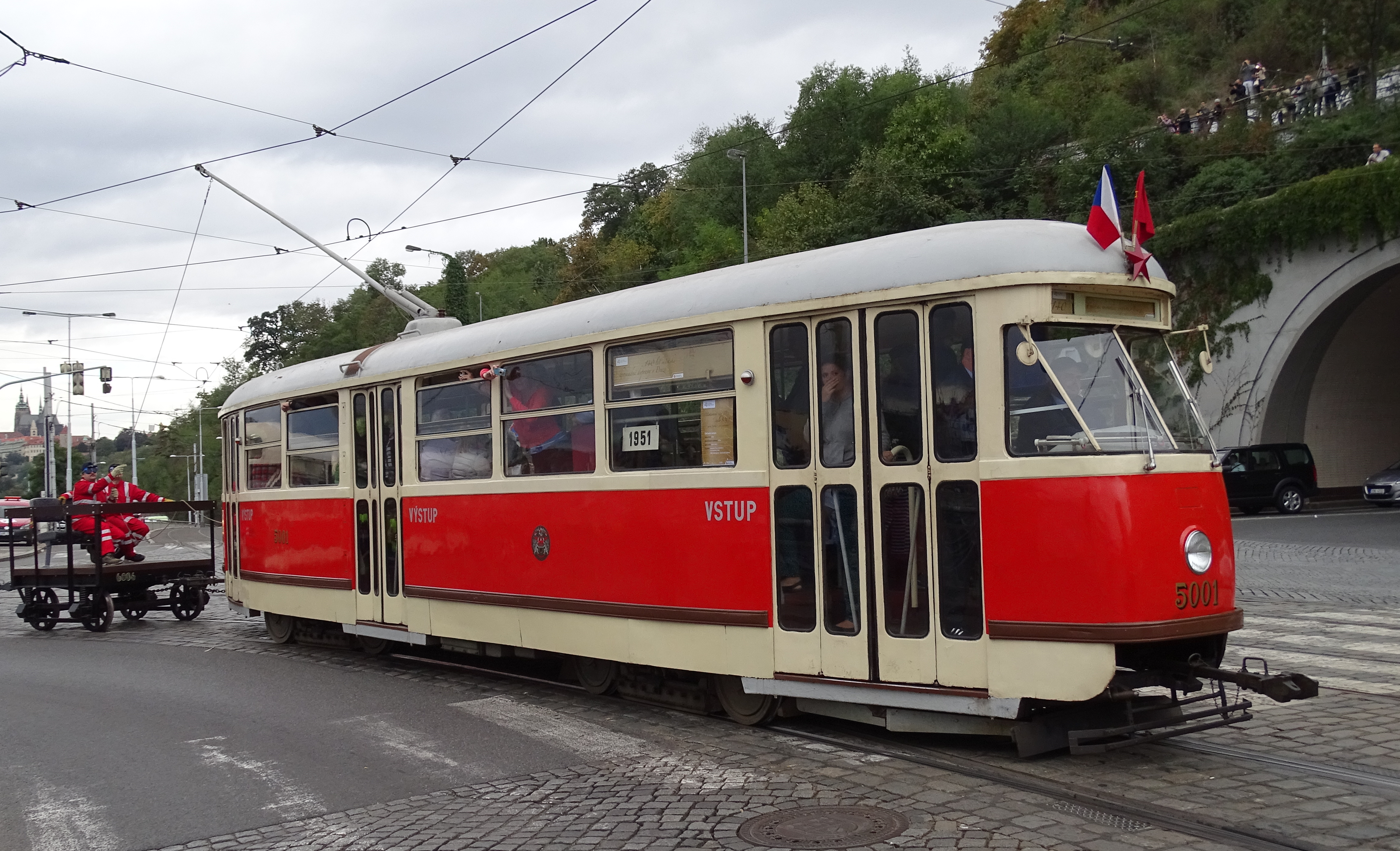
Prototypový vůz č. 5001 v Praze

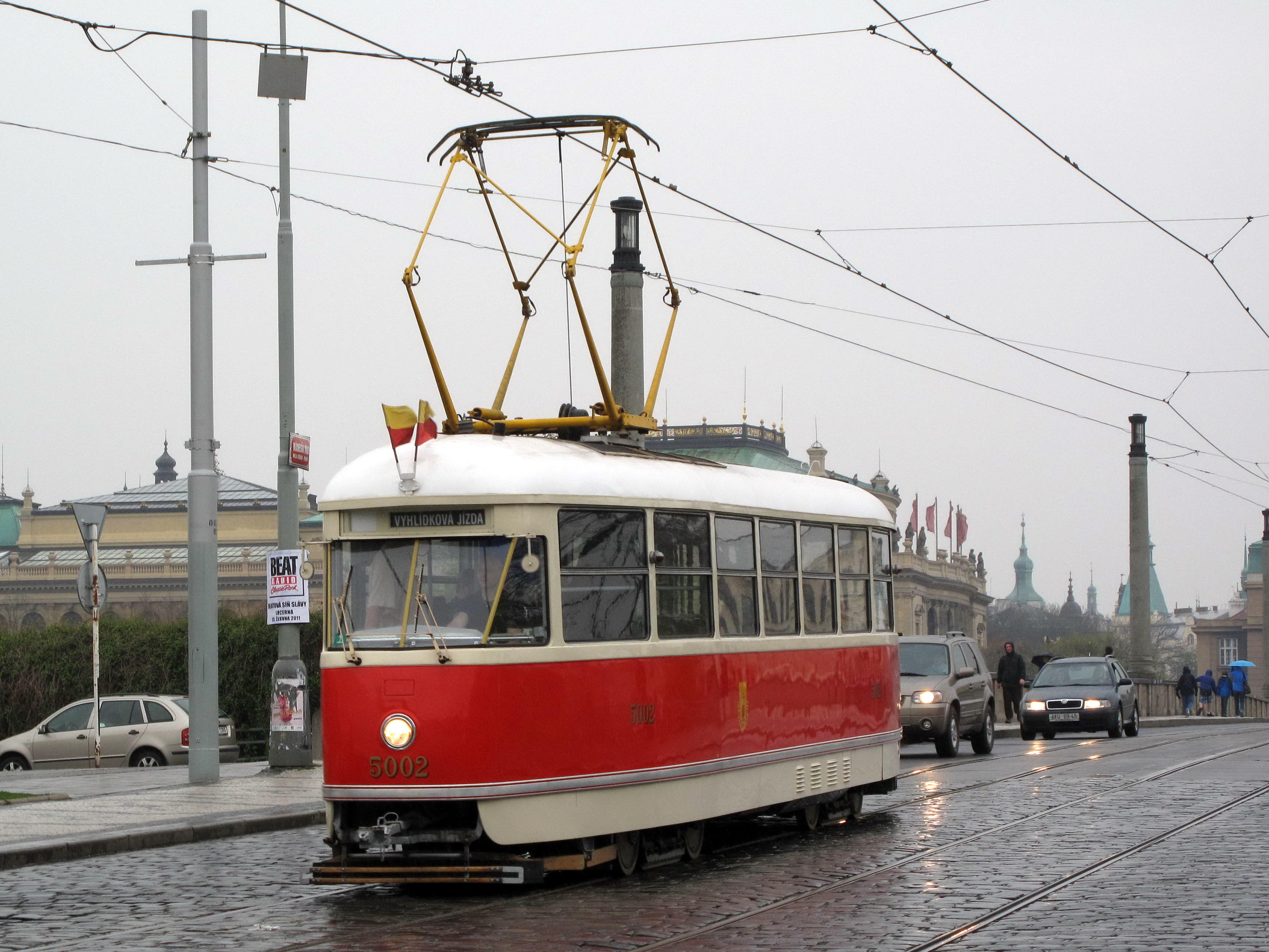
Prototyp č. 5002 v Praze

Po několika letech konstrukčních prací byly v roce 1951 vyrobeny dva prototypy tramvají T1. První z nich začal zkušebně jezdit v pražské kolejové síti 22. listopadu 1951 s evidenčním číslem 5001. Druhý vůz (ev.č. 5002) byl (po zkouškách) společně s prvním nasazen do běžného provozu o rok později.
Vůz ev.č. 5001 byl vyřazen v roce 1976 a po zrekonstruování do původního stavu byl zařazen do pražského Muzea MHD. Druhý prototyp byl vyřazen až s posledními vozy tohoto typu v Praze (25. ledna 1983), zůstal odstaven, o dva roky později byl převezen do vozovny Střešovice. Po opravě měl být určen pro komerční jízdy, renovace se ale uskutečnila až v novém tisíciletí, nově zrekonstruovaný vůz byl představen v roce 2005.

## Provoz
Celkem vyrobeno v letech 1951 až 1958 287 vozů.
| Současný stát | Město           | Článek | Typ | Roky dodávek | Počet vozů | Evidenční čísla při dodání | Poznámky |
| ------------- | --------------- | ------ | --- | ------------ | ---------- | -------------------------- | -------- |
| Česko         | Most – Litvínov | článek | T1  | 1957–1958    | 34 kusů    | 201–234                    |          |
| Česko         | Olomouc         | článek | T1  | 1957–1958    | 10 kusů    | 101–110                    |          |
| Česko         | Ostrava         | článek | T1  | 1955–1957    | 44 kusů    | 501–544                    |          |
| Česko         | Plzeň           | článek | T1  | 1955–1957    | 33 kusů    | 101–133                    |          |
| Česko         | Praha           | článek | T1  | 1951–1956    | 133 kusů   | 5001–5133                  |          |
| Polsko        | Varšava         | článek | T1  | 1955         | 2 kusy     | 501, 502                   |          |
| Rusko         | Rostov na Donu  | článek | T1  | 1957         | 20 kusů    | 301–320                    |          |
| Slovensko     | Košice          | článek | T1  | 1956–1958    | 11 kusů    | 201–211                    |          |

Pražské vozy ev. č. 5036, 5050 a 5053 byly zničeny již 7. 1. 1958 při velkém požáru ústředních dílen v Rustonce.
V roce 1966 bylo v Praze 15 vozů T1 modernizováno osazením nové vozové skříně typu T3 na podvozky původního vozu T1 a v roce 1972 ještě jeden.
V Mostě–Litvínově se v letech 1968–1970 a 1976 rekonstruovalo obdobným způsobem jako v Praze celkem 18 „téjedniček“ a jejich technické průkazy převzaly nově dodané skříně tramvají typu T3, u některých vozů byly vyměněny i elektromotory.
Posledním městem, kde tramvaje T1 byly v běžném osobním provozu, byla Plzeň, kde bylo ještě v 80. letech nasazeno 16 vozů vyřazených z Prahy. Poslední vozy dojezdily v Plzni 4. dubna 1987.

## Historické vozy
| Původní provoz | Evidenční číslo | Současný majitel | Typ | Rok výroby | Historický od roku | Poznámky                                              | Zdroj  |
| -------------- | --------------- | ---------------- | --- | ---------- | ------------------ | ----------------------------------------------------- | ------ |
| Košice         | 203             | DPMK             | T1  | 1957       | 1983               | v letech 1983–1997 památník před vozovnou Bardejovská | [ 9 ]  |
| Ostrava        | 528             | DPO              | T1  | 1957       | 1986               | zapůjčen kroužku přátel MHD                           | [ 10 ] |
| Plzeň          | 121             | PMDP             | T1  | 1956       | 1983               |                                                       | [ 11 ] |
| Praha          | 5001            | DPP              | T1  | 1951       | 1976               |                                                       | [ 12 ] |
| Praha          | 5002            | DPP              | T1  | 1952       | 1985               |                                                       | [ 13 ] |
| Praha          | 5064            | TMB              | T1  | 1955       | 1978               | v letech 1987–1991 renovován v DP Praha               | [ 14 ] |